# Cultura Dudești

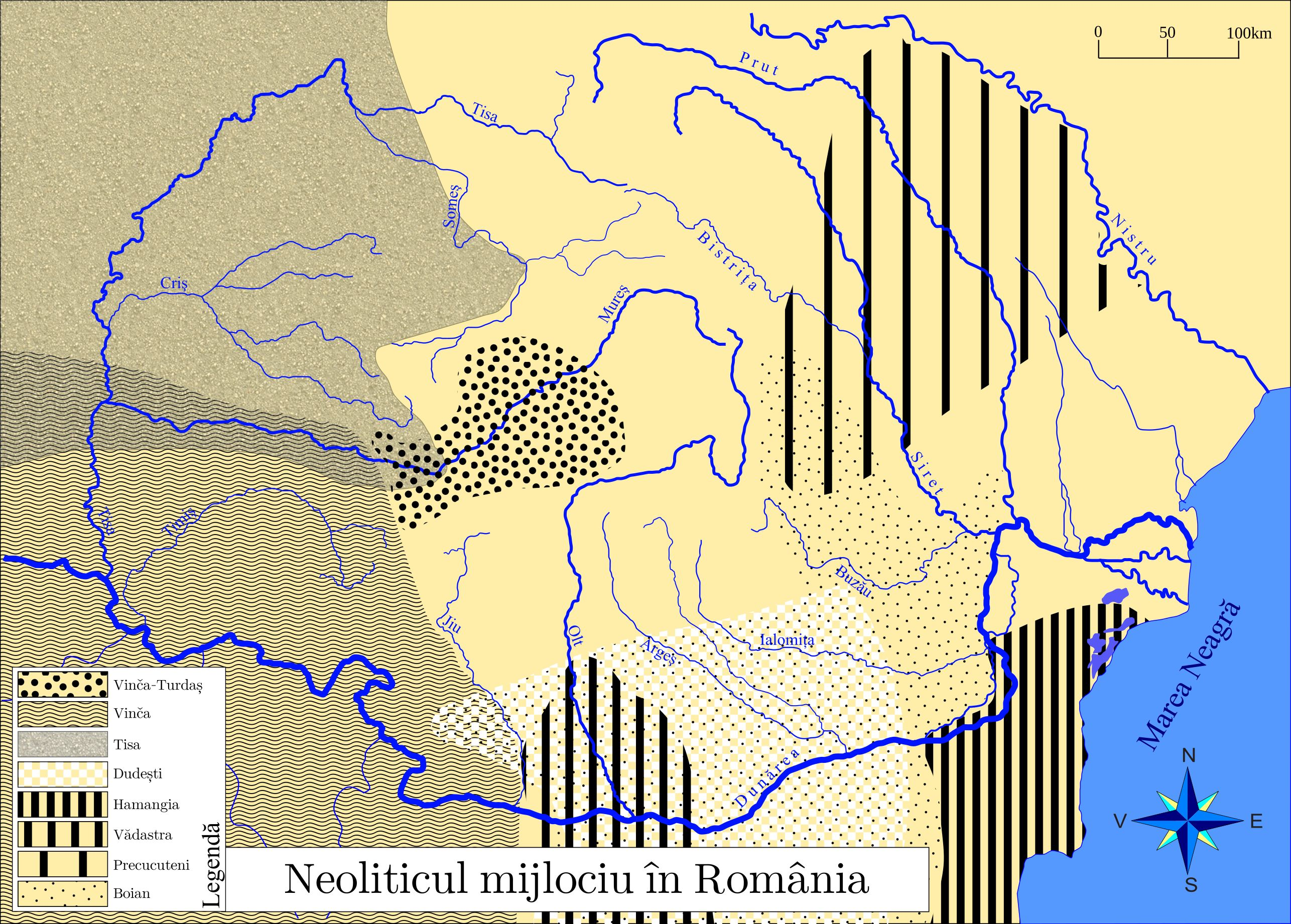
Arealul de răspândire a Culturii Dudești în România

Cultura Dudești este o cultură materială de la începutul neoliticului mijlociu din mileniul al VI-lea î.Hr. Ea este caracterizată de așezări formate din bordeie răsfirate, puțin numeroase, care au fost amplasate în luncile râurilor. În acestea trăiau comunități de oameni a căror principală activitate era practicarea creșterii animalelor și a unei agriculturi primitive folosind utilaje de tradiție microlitică, așa cum erau săpăligile din os de corn, vase cu gât înat, râșnițe plate din piatră, ustensile de teracotă - greutăți și fusaiole, și o ceramică mai evoluată, străchini tronconice sau troncpiramidale cu proeminențe perforate, prevăzute cu decorații de elemente plastice de caracter mimetic similare Culturii Criș, cu pliseuri cu motive spiralate sau incizii cu motive geometrice. Locuințele sunt de tip bordei iar oamenii se ocupau cu agricultura și creșterea vitelor. Din cultura Dudești au apărut culturile Hamangia și Boian. Această cultură a fost denumită după așezarea eponimă Dudești din (București). 